# Bandera d'Amapá
La bandera d'Amapá és un dels símbols oficials, juntament amb l'escut, de l'estat d'Amapá. Fou creada pel decret núm. 008 de 23 d'abril de 1984 en la qual s'estableix el disseny de la bandera i la de l'escut de l'estat.

## Descripció
El decret estableix que la bandera té una forma rectangular i està feta a partir dels colors blau, verd, groc i blanc, continguts a la bandera Nacional, i negre disposats en tres franges horitzontals. A més busca identificar de manera figurativa el passat del poble Amapá, representat per la figura geomètrica de la fortalesa de São José, que va ser la raó i l'origen de l'evolució de la capital de l'estat, Macapá. La proporció és 7:10.

## Simbolisme
- El camp blau simbolitza la justícia i el cel d'Amapá.
- El verd representa el 90% de la superfície de l'Estat, de bosc autòcton, encara conservat. Així com també l'esperança, el futur, l'amor, la llibertat i l'abundància;
- El groc simbolitza la unió i la riquesa del subsòl;
- El blanc, la puresa i la pau, la voluntat de l'Estat d'Amapá de viure de manera segura i en comunió amb tots aquells que hi viuen, cosa que significa que no es pot garantir la discordança entre el Poder Públic i la població;
- El negre simbolitza el respecte permanent per als que van caure en el passat, en lluites o no, i que a la vida van fer alguna cosa bona pel creixement d'aquesta regió.

## Banderes històriques

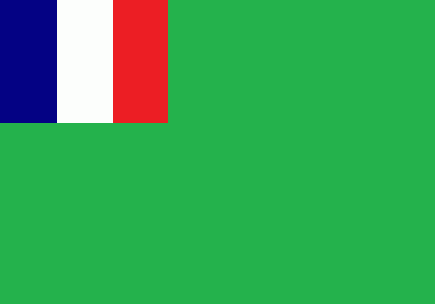
Bandera de l'Estat Independent de Cunani (1886-1887).
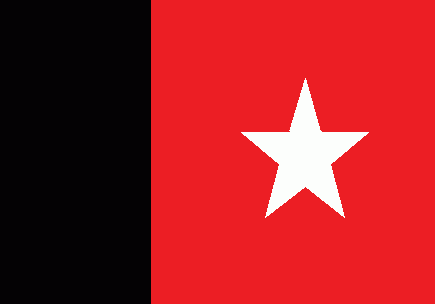
Bandera de la 2a República Independent de Cunani (1887-1891).
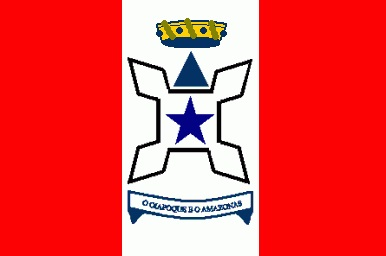
Bandera del Territori Federal d'Amapá (1984-1991).